# Dandeloid
Dandeloid je četrti studijski album skupine Dandelion Children. Izdan je bil leta 2010 v samozaložbi.
Kot producenti so pri albumu sodelovali neimenovani študenti za tonske mojstre v Ljubljani za diplomsko nalogo, člani skupine pa so v zameno dobili dostop do studiev, kjer so posneli material. Na albumu je zato mešanica demo posnetkov in posnetkov v živo.

## Seznam pesmi
Vse pesmi je napisala skupina Dandelion Children.
| Št.             | Naslov                   | Dolžina |
| --------------- | ------------------------ | ------- |
| 1.              | „After All‟              | 3:24    |
| 2.              | „Ne Maki ga‟             | 2:57    |
| 3.              | „Goalless Confessions‟   | 2:15    |
| 4.              | „Ah ja‟                  | 3:08    |
| 5.              | „Party Ožbej‟            | 0:24    |
| 6.              | „Dose‟                   | 3:34    |
| 7.              | „Could Just Be the Fact‟ | 3:24    |
| 8.              | „Pipe Guy (djem)‟        | 1:59    |
| 9.              | „Might Been‟             | 3:33    |
| 10.             | „Careless Song‟          | 3:00    |
| 11.             | „Tadej Freehugs‟         | 1:38    |
| 12.             | „1:49‟                   | 2:58    |
| 13.             | „Don't Bother the Goat‟  | 2:05    |
| 14.             | „Know It Anyway‟         | 3:11    |
| Skupna dolžina: | Skupna dolžina:          | 36:36   |

## Osebje
Dandelion Children
- Jure Kremenšek – vokal, bas kitara, kitara
- Katja Kremenšek – bobni
- Anže Črnak – kitara, bas kitara